# Tierphysiotherapie
Die Tierphysiotherapie ist in Deutschland eine staatlich nicht anerkannte Behandlungsmethode. Woher die Tierphysiotherapie ursprünglich stammt, ist heute nicht mehr nachzuweisen; es ist anzunehmen, dass sie genauso alt ist wie die Physiotherapie am Menschen. Heute ist die Tierphysiotherapie in Skandinavien, England, Frankreich, den Niederlanden und in Amerika Behandlungsstandard nach vielen Operationen und Verletzungen, bei alten Tieren zur Erhaltung der Beweglichkeit oder auch zur Leistungssteigerung für Sporttiere. Für den Beruf des Tierphysiotherapeuten gibt es in Deutschland keine gesetzlichen Regelungen und damit auch keine einheitlichen Ausbildungsstandards. 
Die meisten zu behandelnden Erkrankungen betreffen Muskeln, Gelenke, Knochen oder die Wirbelsäule. Mögliche Folgen solcher Erkrankungen sind Schmerzen, die sich in Lahmheiten äußern können. Mit Hilfe der Physiotherapie können gezielt Erkrankungen und Schmerzen in diesen Bereichen behandelt werden. Die häufig nach Lahmheiten und Operationen resultierenden Schonhaltungen der Tiere werden mit Hilfe von individuellen Übungen und manuellen Techniken wieder gelöst.
Die Tierphysiotherapie ist häufig eine auf den tierischen Bewegungsapparat umgewandelte Form der Humanphysiotherapie. Es wird auch mit ausgewählten Geräten und Methoden aus der Humanmedizin wie Elektrotherapie und medizinischem Ultraschall gearbeitet, die auch bei Tieren einsetzbar sind. Neben diesen Methoden werden auch begleitend Massagen, passive Krankengymnastik (in Form von Dehnen oder passivem Bewegen bzw. Durchbewegen) und manuelle Therapien angewandt. Zur Ergänzung einer erfolgreichen Therapie können Übungen auf einem Unterwasserlaufband gehören (siehe hierzu: Hundelaufband).

## Einsatzmöglichkeiten der Tierphysiotherapie
- Rehabilitation nach orthopädischen Operationen bei z. B. Knochenbrüchen, Kreuzbandrissen, Wirbelsäulenerkrankungen etc.
- Arthrosen der Gelenke und der Wirbelsäule
- Rückenbeschwerden (Bandscheibenverkalkungen und -vorfälle, Spondylosen)
- erhöhter Muskelabbau (Muskelatrophie)
- schmerzhafte Muskelverspannungen
- Sehnenerkrankungen
- Lahmheiten, bei denen keine eindeutige Ursache gefunden werden kann
- Patellaluxationen (Kniescheibenverrenkung)
- Erkrankungen und Schädigungen des Nervensystems
- Hüftgelenksdysplasien und Ellbogendysplasien
- Cauda-equina-Kompressionssyndrom
- weitere Erkrankungen des Bewegungsapparats und des Nervensystems
- Traumata / Verletzungen, z. B. nach Unfällen, wie Verstauchungen, Verrenkungen, Knochenbrüchen, Schleudertraumata etc.
- Gesunderhaltung von alten Tieren
- Bewegungserhaltung oder -verbesserung bei bewegungseingeschränkten Tieren

Eine wichtige Rolle in der Tierphysiotherapie spielen auch Gewicht und Ernährung der Tiere. Beispielsweise haben ein übergewichtiger Hund oder eine übergewichtige Katze deutlich mehr Probleme mit dem Bewegungsapparat als normalgewichtige Tiere. Daher ist es zur Prävention wichtig, dass die Besitzer auf die Ernährung der Tiere achten. Deshalb gibt es auch für Haustiere spezielle Angebote zur Ernährungsberatung.